# Fusillade d'O.K. Corral
Ne doit pas être confondu avec Règlements de comptes à O.K. Corral.
Pour les articles homonymes, voir O.K. Corral (homonymie).
 (juillet 2013).
Si vous disposez d'ouvrages ou d'articles de référence ou si vous connaissez des sites web de qualité traitant du thème abordé ici, merci de compléter l'article en donnant les références utiles à sa vérifiabilité et en les liant à la section « Notes et références ».
La fusillade d'O.K. Corral est un affrontement qui a eu lieu le mercredi 26 octobre 1881 dans la ville de Tombstone en Arizona aux États-Unis.
Bien que seulement trois hommes aient été tués durant le combat, elle est généralement considérée comme la plus célèbre fusillade dans l'histoire de la conquête de l'Ouest, grâce à des films comme La Poursuite infernale ou Règlements de comptes à OK Corral. Il vit s'affronter les frères Wyatt Earp, Morgan Earp, Virgil Earp, associés à Doc Holliday, contre Frank McLaury, Tom McLaury, Billy Claiborne, Ike Clanton et Billy Clanton. Ike Clanton et Billy Claiborne s'enfuirent du combat, sains et saufs. Morgan Earp, Virgil Earp et Doc Holliday furent blessés. Les deux frères McLaury et Billy Clanton furent tués. Ils ont été enterrés dans le cimetière de Tombstone : Boot Hill.

## Analyse
La cause directe du conflit qui conduisit à la fusillade fut l'arrestation de deux cow-boys par Virgil Earp, agissant en sa qualité de Marshal fédéral, pour un vol de diligence. Un autre cow-boy sous l'emprise de la boisson proféra des menaces contre les Earp, ce qui les mit en garde. Lorsque, le lendemain, la famille et les amis de l'homme ivre arrivèrent en ville entièrement armés, un malentendu naquit sur la manière dont ils devaient être désarmés, conformément à la loi de la ville. En quelques heures, deux des nouveaux arrivants étaient morts, de même qu'un cow-boy qui les accompagnait et avait omis en toute illégalité de remettre son revolver le jour précédent.
La fusillade n'eut pas lieu dans l'enclos Old Kindersley (en anglais : « Old Kindersley Corral », ou O.K. Corral). Elle fait partie de ce qui est désigné comme la « Arizona War », ou la « guerre du comté de Cochise ». Elle s'est produite dans un espace de quatre à six mètres, assimilé à une ruelle, entre le Fly's Lodging House, le studio de photographie, et le laboratoire métallurgique MacDonald plus à l'ouest (31° 42′ 50″ N, 110° 04′ 04″ O). La fin de la fusillade se déroula dans Fremont Street. Certains des combats se sont déroulés à Fremont Street en face de la ruelle. Une trentaine de coups de feu environ furent tirés en trente secondes.
La fusillade d'O.K. Corral a été reconstituée dans de nombreux westerns et a symbolisé la lutte de la loi et l'ordre contre les actes de banditisme et de brigandage dans les villes frontalières du vieil Ouest où la police était souvent inefficace ou inexistante.
Les trois frères Earp et « Doc » Holliday ont finalement été déchargés des accusations de ces meurtres, mais plus tard, les assassinats et tentatives d'assassinats contre les Earp au cours des six mois suivants entraînèrent une série de meurtres et de représailles, souvent avec des hommes de loi du gouvernement fédéral et du comté soutenant les différentes parties en conflit. La série de batailles, désignée comme la « chevauchée punitive de Earp », débuta à la suite de deux incidents qui suivirent la fusillade d'O.K. Corral : lorsque Virgil Earp fut estropié au bras gauche par des tirs et son frère Morgan tué. Wyatt Earp et Holliday entamèrent donc une vendetta contre les cow-boys avec l'aide d'alliés divers. Cette chevauchée célèbre (bien que controversée) dura environ deux semaines et porta un coup décisif à l'influence des cow-boys sur la région, avec notamment le décès de Curly Bill, le meneur de cette faction criminelle. En avril 1882, Wyatt reprit sa route vers le Nouveau-Mexique et le Colorado.

## La fusillade

### Présentation

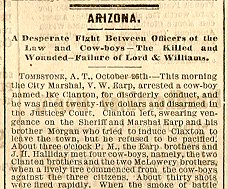
Article d'un journal annonçant la fusillade.

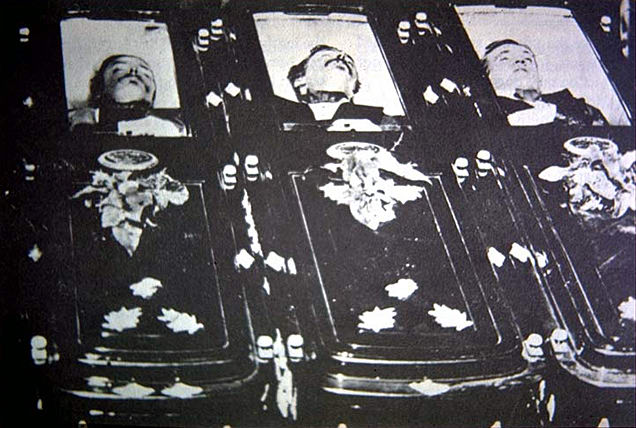
Tom McLaury, Frank McLaury et Billy Clanton (de gauche à droite) sont étendus, morts, après la fusillade d'O.K. Corral. C'est la seule photographie connue de Billy, âgé de 19 ans.

Les quelque trente secondes de fusillade qui se sont déroulées le 26 octobre à 15 heures, connues à partir des années 1950 (d'après le titre d'un film) comme la « fusillade d'O.K. Corral », sont sans doute le plus célèbre affrontement armé de l'histoire de la conquête de l'Ouest car elles ont fait l'objet de nombreux livres et films. On ne sait pas qui a déclenché la fusillade. Les factions partisanes ont raconté des histoires contradictoires et les témoins oculaires indépendants qui ne pouvaient identifier les participants furent incapables d'émettre des certitudes.
Contrairement à la croyance populaire, aucun des participants, sauf Virgil Earp, n'avait une grande expérience dans les situations de conflit armé. Les années de service de Virgil pendant la guerre de Sécession lui avaient apporté une grande expérience du combat, mais d'une nature différente de celle des combats de rue. Virgil avait également été impliqué dans une fusillade policière à Prescott dans l'Arizona.
Wyatt Earp, malgré sa réputation, n'avait été impliqué que dans une seule fusillade avant O.K. Corral et il n'était pas aussi connu à l'époque. À propos de cette fusillade survenue à Dodge City en 1878, Wyatt Earp a toujours prétendu avoir été le seul à tirer sur un cavalier en fuite du nom de George Hoy, qui mourut plus tard des suites de la blessure par balle à son bras, alors que de nombreux autres hommes de loi, dont James Masterson et son frère Bat Masterson, avaient également participé à l'action.
L'histoire ne dit pas si Morgan Earp avait quelque expérience de pratique des armes à feu avant l'incident, bien qu'il fût souvent armé d'un fusil en tant que gardien de diligences. Doc Holliday aurait été mêlé à quelques altercations, vraisemblablement en état d'ivresse, mais les témoignages recueillis sont sujets à caution et les détails en restent lacunaires. Il aurait ainsi tué un homme lors d'une fusillade avant Tombstone, à Las Vegas au Nouveau-Mexique, en présence d'un tireur et ami nommé John Joshua Webb. Cependant, l’article de Wikipedia qui lui est consacré lui attribue au moins sept morts avant O.K. Corral.
Quant au groupe des opposants aux Earp, avant quelques anciennes péripéties négligeables, il semble que, pour les protagonistes, ce fut la première fois qu'ils participaient à une véritable fusillade, excepté Billy Claiborne, qui avait été impliqué dans au moins une fusillade, pour laquelle il avait été arrêté pour avoir tué un homme. Toutefois, Claiborne n'utilisa pas son arme à O.K. Corral et fuit le théâtre du combat, affirmant qu'il n'était pas armé. La chose ressemblant le plus à une fusillade dans laquelle McLaurys et les Clanton furent peut-être impliqués était le massacre du Skeleton Canyon, mais aucun témoin (il y eut deux survivants) ne s'est souvenu d'autre chose que la présence des Mexicains dans cette lutte.
À la suite de la découverte de documents d'époque par des archivistes du tribunal de Bisbee, c'est le camp Earp qui aurait fait feu en premier.

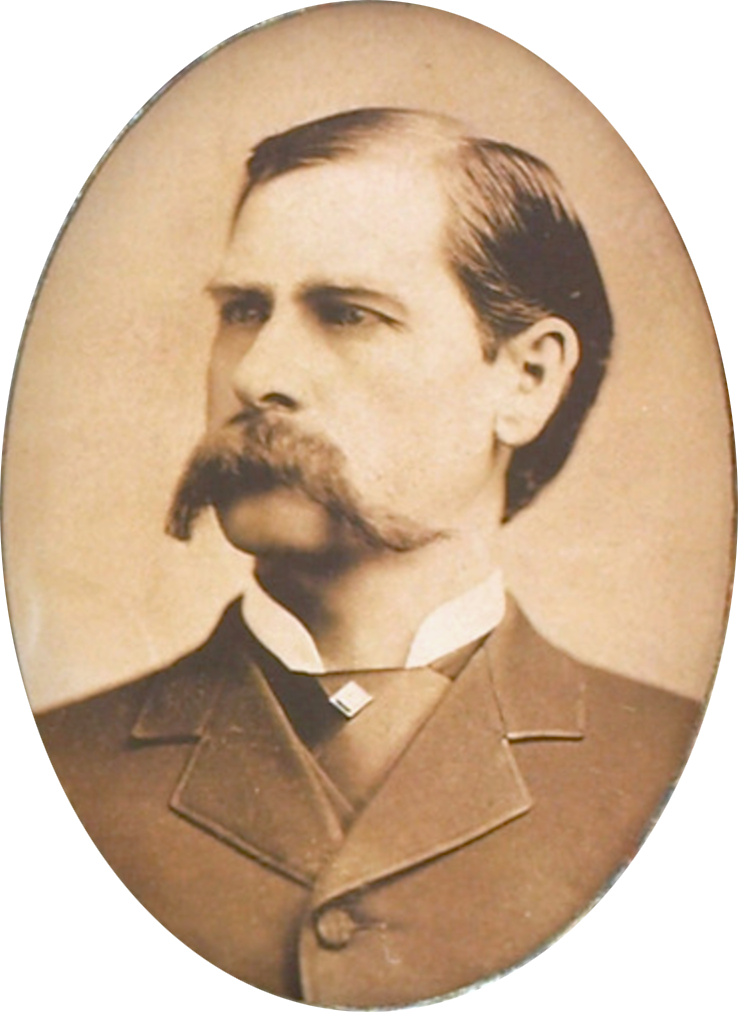
Wyatt Earp
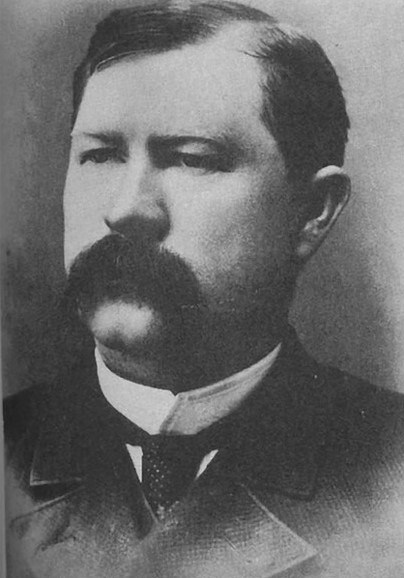
Virgil Earp
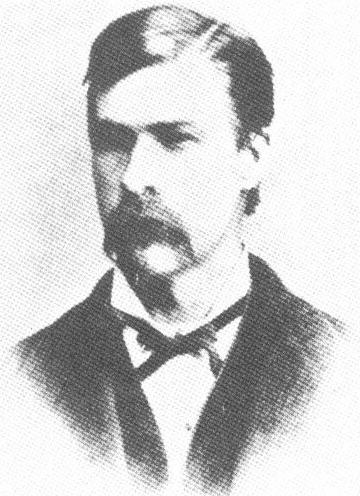
Morgan Earp
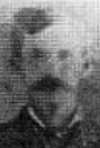
Doc Holliday
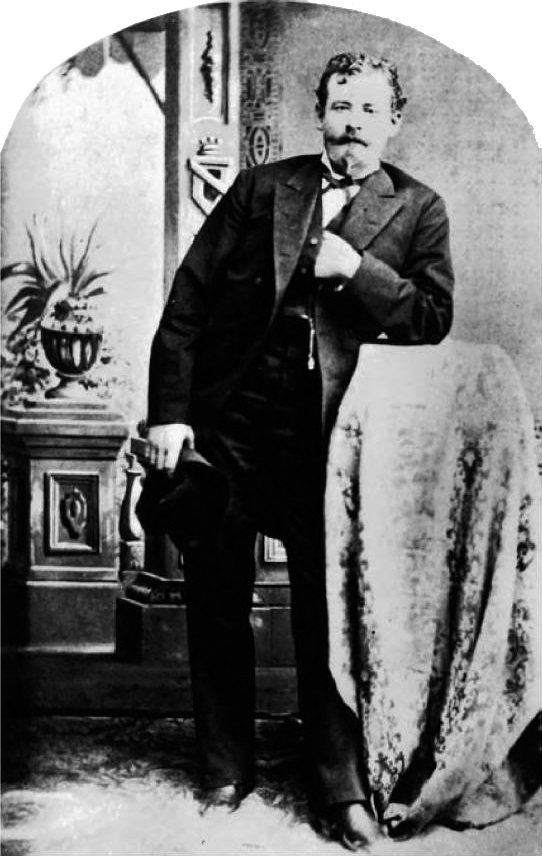
Ike Clanton
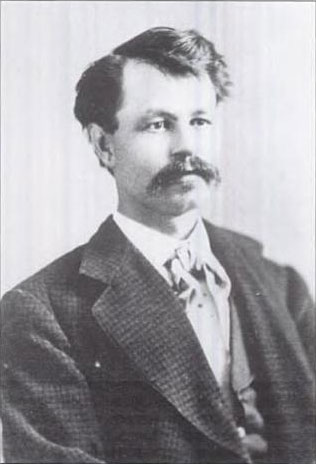
Le shérif Johnny Behan (ici en 1871).